# 守山警察署 (滋賀県)
守山警察署（もりやまけいさつしょ）は、滋賀県警察が管轄する警察署の一つである。

## 所在地
- 滋賀県守山市金森町494

## 管轄区域
- 守山市
- 野洲市

## 沿革
- 1954年（昭和29年）7月：警察法改正により市警察から滋賀県警察に統合となる。

## 警部交番
なし

## 交番
（ ）の中は所在地

### 守山市
- 守山駅前交番（守山市勝部1丁目1番22号）
- 河西交番（守山市播磨田町383番地の10）
- 速野交番（守山市木浜町1875番地1）

### 野洲市
- 野洲駅前交番（野洲市小篠原2194番地8）

## 駐在所
（ ）の中は所在地

### 野洲市
- 兵主警察官駐在所（野洲市六条547番地1）
- 中里警察官駐在所（野洲市西河原3丁目2419番地2）
- 三上警察官駐在所（野洲市三上7番地16）
- 祇王警察官駐在所（野洲市永原甲877番地4）
- 篠原警察官駐在所（野洲市大篠原1701番地）

## 水上派出所
なし

## 検問所
なし

## 隣接区域の警察署
滋賀県
- 大津北警察署 - 琵琶湖大橋にて隣接
- 近江八幡警察署
- 甲賀警察署
- 草津警察署
- 大津警察署